# ماتی مئوس
ماتی مئوس (استونیایی: Mati Meos؛ زادهٔ ۵ اکتبر ۱۹۴۶) سیاستمدار و نماینده سابق مجلس اهل استونی است.